# Lady Lucille
Pistes de Lorada
Le regard des autres Un rêve à faire
Singles de Johnny Hallyday
Rester libre
(12 mars 1996) Tes tendres années (version Bercy 1995)
(9 septembre 1996)
Lady Lucille est le titre d'une chanson de Johnny Hallyday parue en 1995 sur l'album Lorada. Écrite par Gildas Arzel, la chanson est, en septembre 1995, au programme du spectacle que Johnny Hallyday joue à Bercy.
Elle sort dans une version enregistrée en public en CD single le 11 juin 1996, extraite de l'album live Lorada Tour.
« Lady Lucille » est aussi le pseudonyme choisi par Johnny Hallyday pour évoquer en 1996, dans le livre autobiographique Destroy, une personnalité féminine proche de lui et de longue date, dont il souhaite préserver l'anonymat. Ces confidences sur le sujet alimentent de la part des médias, nombres de conjectures.
Lady Lucille désigne également le titre du livre de Gilles Lhote également co-auteur de la biographie de Jonny Hallyday intitulée Destroy, paru en 2020 aux Éditions du Seuil, lequel relate l'histoire de cette relation secrète et dont il révèle que,cette mystérieuse personnalité est l'actrice française Catherine Deneuve.

## La chanson
L'album Lorada - enregistré dans la villa de Johnny Hallyday à Ramatuelle et à Paris au Studio Guillaume Tell, - sort le 19 juin 1995. La chanson Lady Lucille cinquième piste de l'opus en est aussi le morceau le plus rock.
On retrouve la chanson au Palais omnisports de Paris-Bercy en septembre 1995 (où le chanteur lance son nouveau spectacle et sa nouvelle tournée Lorada Tour - qu'il termine 146 concerts plus tard, le 25 août 1996,,). Là, avec Gabrielle, Lady Lucille, second titre du récital, distille ses ondes énergiques et officie à enflammer le public.
En juin 1996, extraite de l'album Lorada Tour, une version enregistrée à Bercy de Lady Lucille est diffusée en second titre du CD single L'Hymne à l'amour.

### Discographie
19 juin 1995 : CD Philips 528 329-2 Lorada.
11 juin 1996 :
- CD Philips 532 648-2 (référence pour l'édition courante, ou/et pour l'édition spéciale 532 247-2) Lorada Tour[11].

- CD single Philips 578 110-2 : L'Hymne à l'amour - Lady Lucille[12],[10].

## Lady Lucille confidences et discrétion (livreDestroy- 1996)
Lady Lucille aurait pu ne demeurer qu'une chanson efficace à la scène, si Johnny Hallyday lui-même, en 1996, dans le livre autobiographique Destroy, paru aux Éditions du Seuil et co-écrit avec Gilles Lhote, n'avait choisi d'utiliser ce titre, pour évoquer une personnalité chère à son cœur, dont il dissimule l'identité sous le pseudonyme « Lady Lucille » :
« Je la surnomme « Lucille », comme la séductrice des Rocks les plus terribles. La troublante et sexy « Lady Lucille » sera la seule femme à garder tout son mystère dans ces mémoires rock et blues où j'ai pourtant décidé de ne rien cacher. Au temps de nos jeunes années, « Lucille » et moi avons signé un pacte. [...] Notre amour était si intense, si pur, si physique et tellement impossible que nous nous sommes juré [...], de répondre présent à chaque coup dur.

Elle est devenue une grande dame au talent immense, adulée et respectée. Mais même au sommet d'une gloire internationale, elle n'a pas rejeté son rockeur fou au cœur tendre. Comme je fus disponible à chacun de ses déboires sentimentaux ou de ses coups de spleen. [...] Je n'ai jamais caché mes conquêtes aux paparazzi [...], mais « Lady Lucille » et moi personne n'a réussi à nous shooter dans une situation équivoque [...] Nous ne prenions pas les mêmes avions. Combien de fois s'est-elle dissimulée sous une couverture cachée entre les sièges [...], ou dans le coffre d'une voiture [...] ?
Pendant la crise de 1966, je me suis accroché à elle [...] Après ma tentative de suicide, elle m'a aidé à remonter la pente. À l'époque, elle voulait vivre avec moi. J'ai refusé. J'étais trop déglingué. Je l'aurais détruite. [...] Je venais de me réconcilier avec Sylvie.

Nous nous sommes revus [...], toujours incognito. Une formidable amitié amoureuse baignée de tendresse et de nostalgie. [...] »
(Autobiographie Destroy - volume 2 : Rebelle - Johnny Hallyday, Gilles Lhote - extraits)

Johnny Hallyday ajoute encore : 
« [...] Depuis ce jour de 1961 où, pour la première fois, j'ai joué de la guitare pour « Lady Lucille », elle m'a toujours ouvert les portes de son cœur. [...] Elle continue d'affirmer que je suis et reste l'homme de sa vie. Je persiste à croire qu'une liaison durable ne pourrait que la mettre en péril. Je ne veux pas lui faire de mal. Je veux la préserver, comme elle a si bien su préserver sa vie privée et sa carrière. »
(Autobiographie Destroy - volume 3 : Survivant - Johnny Hallyday, Gilles Lhote - extraits)
Des confidences énigmatiques qui après la parution du livre interrogent les médias qui pêle-mêle évoquent : Brigitte Bardot, Mylène Demongeot, Michèle Mercier, Dany Saval, Marina Vlady, Caroline Cellier, ou encore (hypothèse la plus souvent avancée), Catherine Deneuve. L'actrice Marlène Jobert est également proposée au titre ; elle démentira,.
Le chanteur n'évoquera plus la mystérieuse « Lady Lucille » ; il ne fera qu'une seule entorse à cette règle en 2003, confiant au journaliste Bernard Violet « Ce n'est pas facile pour moi de parler de ça. [...] Elle a été l'amour d'une vie. Une passion vécue dans la clandestinité, avec de longues interruptions. [...] Ce sont des choses qui relèvent de la discrétion et pour l'un et pour l'autre [...] et par rapport aux gens avec qui on était. »
(Johnny le rebelle amoureux, Bernard Violet, 2003, Éditions Fayard / extrait)

## Lady Lucille le livre (Gilles Lhote - 2020)
En mai 2020 est publié le livre Lady Lucille, dans lequel son auteur Gilles Lhote raconte la genèse de l'autobiographie Destroy et comment et pourquoi fut inventé, par Johnny Hallyday, le pseudonyme « Lady Lucille », lequel selon Lhote, dissimule l'identité de Catherine Deneuve,,,.

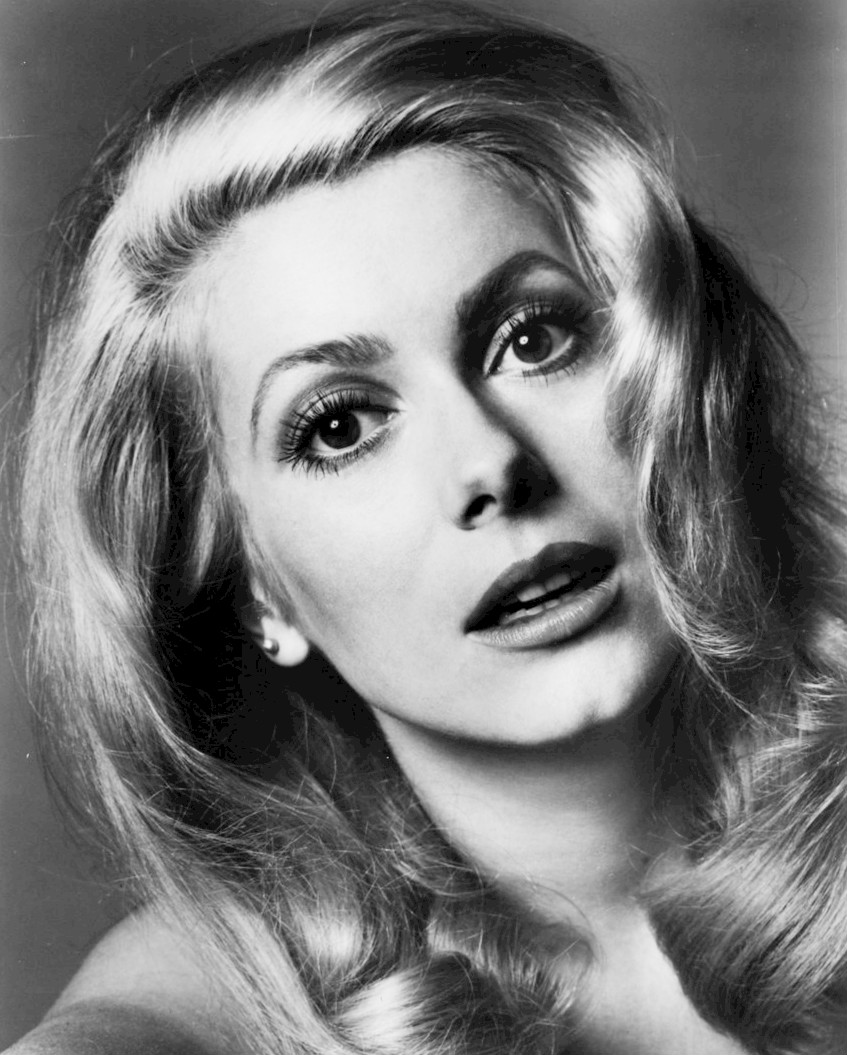
Catherine Deneuve en 1969.

En couverture une photo de l'actrice et du chanteur extraite du film parut sur les écrans en 1962 Les Parisiennes, qui marque la rencontre des deux jeunes vedettes. Film à sketches, ils sont les principaux personnages de Sophie réalisé par Marc Allégret qu'il coécrit avec Francis Cosne et Roger Vadim. Ce dernier, de 15 ans son aîné est alors son compagnon à la ville. Au cours d'une scène restée célèbre, Johnny Hallyday (alias Jean Allard à l'écran) chante à Sophie (Catherine Deneuve à la ville) Retiens la nuit et leur complicité semble si fusionnelle qu'elle interroge Vadim sur la nature de leurs sentiments et éveille sa jalousie, d'autant que Ici Paris fait bientôt état des sentiments du jeune rockeur envers la belle actrice.
Johnny Hallyday chante au Palais d'hiver de Lyon les 14 et 15 décembre 1963, où il est rejoint par Catherine Deneuve qui deux jours plus tôt, sans explication, a quitté Paris (où est resté Roger Vadim finalisant son prochain film La ronde avec celle qui va devenir sa troisième épouse Jane Fonda). La presse va largement commenter cette fugue de l'actrice faisant des « gorges chaudes » de ce qu'elle nomme l'affaire du « Voyage de Lyon » ou encore du « Malentendu du Noël », que la principale intéressée, une fois rentrée dans la capitale tourne en dérision en déclarant dans un entretien à Ciné Télé Revue : « Tout le drame, comme l'ont écrit les journalistes, a été provoqué par mon voyage à Lyon entre le 12 et 15 décembre, pour aller écouter Johnny. Roger était resté à Paris [...]. Pendant que Johnny chantait et que je m'écorchais les mains à applaudir, la bombe explosa : Catherine n'aime plus Roger Vadim mais aime Johnny Hallyday, Johnny n'aime plus Sylvie Vartan  mais aime Catherine. Roger n'aime plus Catherine mais aime Jane Fonda. Qu'aurions-nous dû faire ? Afficher un manifeste dans tout Paris disant : "Roger aime Catherine, Catherine aime Roger" ? ».

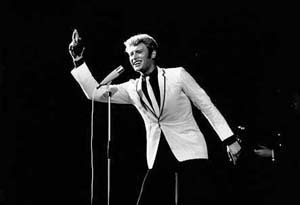
Johnny Hallyday en concert en 1965.

C'est en tout cas, après avoir évoqué ce souvenir, que selon Gilles Lothe, Johnny Hallyday a décidé que désormais il ne serait plus question de nommer l'actrice et que lorsqu'elle réapparaîtrait au gré des souvenirs et confidences, ce serait sous l'appellation de « Lady Lucille » :
« ... L'idée c'est de la préserver. [...] Elle a été l'amour secret d'une vie. [...] Bien sûr que l'épisode de Lyon a sacrément consolidé les liens tissés pendant le tournage des Parisiennes. [...] Donc dans ton autobiographie Catherine n'existe plus après Lyon. Plus tard Lady Lucille prend la relève.  »
Et c'est ainsi qu'apparait parfois, au fil des souvenirs, Lady Lucille dans l'autobiographie de 1996.
Dans la genèse reconstituée par Lothe en 2020, l'auteur, plus loquace, évoque les nombreuses et discrètes rencontres entre la comédienne et le chanteur, qui, au fil des décennies, ont eu à cœur de rester fidèle à leur serment de jeunesse, être là, l'un pour l'autre, dans le meilleur comme dans le pire.
L'auteur ne néglige pas pour autant de rappeler que les rencontres entre les deux artistes n'ont pas toutes été des moments dissimulés. D'autres, nombreux, le sont au « grand jour » : en 1978, au Japon Catherine Deneuve et Johnny Hallyday sont membres du jury de la septième édition du Yamaha Music Festival. C'est à l'aube des années 1980, « alors qu'ils avaient toujours pris mille précautions [...], que l'idole et Lady Lucille vont le plus s'exposer », souligne Gille Lothe, déambulant, s'amusant ensembles dans divers lieux des nuits parisiennes, rappelant que si le « tout-Paris » s'interroge, les journaux peoples se contentent de publier des photos sans extrapoler.
L'actrice est aussi une invitée privilégiée à chaque première d'un spectacle du chanteur. En 1993, alors que Johnny Hallyday, trois soirs durant, célèbre ses cinquante ans au Parc des Princes avec le spectacle Retiens ta nuit, Catherine Deneuve rappelle dans Match que c'est pour elle seule qu'il a chanté Retiens la nuit et raconte sur TF1 la saga de l'artiste dans un portrait écrit par Didier Varrod. Invité à la soirée anniversaire du chanteur en juin 2010, la presse publie des photos de Catherine Deneuve aux côtés de Laeticia et Johnny.
Quelques semaines après la mort de Johnny Hallyday, dans un entretien accordé au magazine Les Inrockuptibles, interrogée sur son absence à la cérémonie du 9 décembre à l'église de la Madeleine (bien qu'invitée, elle a décliné, faisant savoir « qu'elle était trop peinée »,), Catherine Deneuve déclare : « Nous avions débuté en même temps, joué dans un film au tout début de notre carrière, nous avions le même âge. Je l’ai revu souvent depuis le film. J’avais beaucoup d’affection pour lui. Un peu plus que de l’affection d’ailleurs. Un vrai attachement. »,.
Le jour des obsèques de Johnny Hallyday sur l'île de Saint-Barthélemy, le 11 décembre 2017, parmi les nombreuses couronnes de fleurs qui garnissent sa tombe, l'une d'elles porte un bandeau « Lady L ».